# Nimbapanchax
Nimbapanchax is een geslacht van straalvinnige vissen uit de familie van killivisjes (Aplocheilidae).

## Soorten
- Nimbapanchax jeanpoli (Berkenkamp & Etzel, 1979)
- Nimbapanchax leucopterygius Sonnenberg & Busch, 2009
- Nimbapanchax melanopterygius Sonnenberg & Busch, 2009
- Nimbapanchax petersi (Sauvage, 1882)
- Nimbapanchax viridis (Ladiges & Roloff, 1973)